# Wąsatkowate (ryby)
Wąsatkowate (Polymixiidae) – rodzina morskich, głębinowych ryb z rzędu wąsatkokształtnych (Polymixiiformes), obejmująca 10 gatunków współcześnie żyjących oraz taksony wymarłe.
Współczesne wąsatkowate żyją nad szelfem i w górnej części stoku kontynentalnego w strefie tropikalnej i subtropikalnej Atlantyku, Oceanu Indyjskiego oraz w zachodniej części Pacyfiku, zwykle na głębokości od 180 do 640 m. W zapisie kopalnym są znane od późnej kredy. Ich szczątki znaleziono na obszarze dzisiejszych Włoch, Niemiec, Izraela i na Kaukazie.
Współcześnie żyjące wąsatkowate klasyfikowane są w rodzaju:
- Polymixia

Są to niewielkie ryby, bez znaczenia użytkowego.
Rodzaje wymarłe:
- Berycopsis
- Dalmatichthys
- Omosoma
- Omosomopsis